# Ara (constelación)
El Ara o el Altar, es una constelación austral situada entre Scorpius y Triangulum Australe. Es una de las 48 constelaciones recogidas por Ptolomeo en el siglo II y una de las 88 constelaciones actuales.

## Características destacables

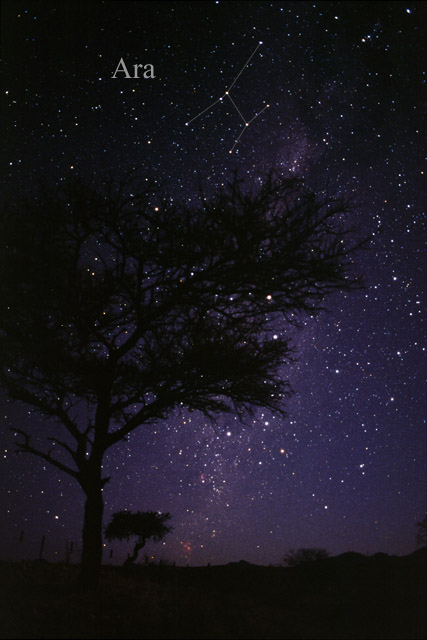
Constelación de Ara

Ara no contiene estrellas brillantes, siendo β Arae la más destacada con magnitud 2,85. Es una supergigante —también catalogada como gigante luminosa— anaranjada con una masa 8,2 veces mayor que la del Sol y una luminosidad 5640 veces mayor que la solar.
De casi igual brillo es α Arae, una estrella azul de la secuencia principal de tipo espectral B2Vne y 18 044 K de temperatura, cuya luminosidad es equivalente a la de β Arae.
La tercera estrella más brillante, ζ Arae, es una gigante de tipo K3III con un radio 114 veces más grande que el radio solar.
Muy diferente es δ Arae, estrella de la secuencia principal de tipo B8Vn con una temperatura superficial de 11 962 K.
Sin embargo, probablemente las estrella más relevante sea μ Arae, desde 2015 denominada Cervantes, una enana amarilla entrando en la fase de subgigante de tipo espectral G3IV-V.
Posee cuatro planetas conocidos: el tercero en distancia desde la estrella —denominado Quijote— tiene al menos 1,5 veces la masa de Júpiter y su período orbital es de 643,25 días. Su separación, a 1,497 ua de Cervantes, lo sitúa dentro de la zona de habitabilidad del sistema.
Gliese 674, enana roja de tipo M2.5V a 14,8 años luz de distancia, tiene también un planeta en una órbita muy cercana a la estrella (0,039 ua).
41 Arae es una estrella binaria cuyo miembro principal es una enana amarilla de tipo espectral G8V más fría y menos luminosa que nuestro Sol: su temperatura superficial es de aproximadamente 5270 K y su luminosidad equivale al 42% de la luminosidad solar.
La acompaña una enana roja de tipo M0V que se mueve a lo largo de una órbita muy elíptica que tarda 2200 años en completar. Este sistema se encuentra a 28,7 años luz de la Tierra.
Entre las variables de la constelación se encuentra R Arae, una binaria eclipsante compuesta por una estrella de la secuencia principal de tipo B9 y una estrella de tipo espectral F. Ambas estrellas están muy próximas, separadas 0,10 ua con un período orbital de 4,425 días, existiendo transferencia de masa entre ellas.
Aún más extremo es el caso de V870 Arae, una binaria de contacto de tipo espectral F7/G0 —las dos componentes comparten sus capas exteriores—, con un período orbital de solo 0,39978 días (9,595 horas).

Imagen de Westerlund 1 obtenida con datos combinados de ALMA y el telescopio espacial Hubble

La Nebulosa Stingray (Hen 3-1357) es una nebulosa planetaria distante unos 18 000 años luz de la Tierra. Es la nebulosa más joven que se conoce, ya que en 1971 estaba clasificada como una estrella supergigante azul de tipo B1 pero en 1989 el IUE descubrió que se había transformado en una nebulosa planetaria.
El más brillante de los cúmulos globulares de la constelación es NGC 6397. Se encuentra a una distancia de solo 7800 años luz, por lo que es uno de los cúmulos globulares más próximos al sistema solar.
Asimismo es notable el cúmulo de Ara o Westerlund 1, el cúmulo estelar compacto más masivo del Grupo Local. Situado a una incierta distancia de 5 kiloparsecs (aproximadamente 16 000 años luz), su edad se estima entre 3,5 y 5 millones de años.
Contiene un gran número de estrellas evolucionadas y masivas, entre ellas 6 hipergigantes amarillas, 4 supergigantes rojas —incluyendo Westerlund 1-26, una de las estrellas más grandes que se conocen—, 24 estrellas de Wolf-Rayet, una variable azul luminosa y un púlsar de rayos X anómalo, CXO J164710.2-455216, una estrella de neutrones de rotación lenta que parece haberse formado a partir de una masiva estrella progenitora.
En esta constelación se localiza RCW 114, una gran nebulosa Hα filamentosa. Probablemente es un resto de supernova antiguo —con una edad de más de 1,1 millones de años— que ha evolucionado de forma no uniforme.

## Estrellas principales

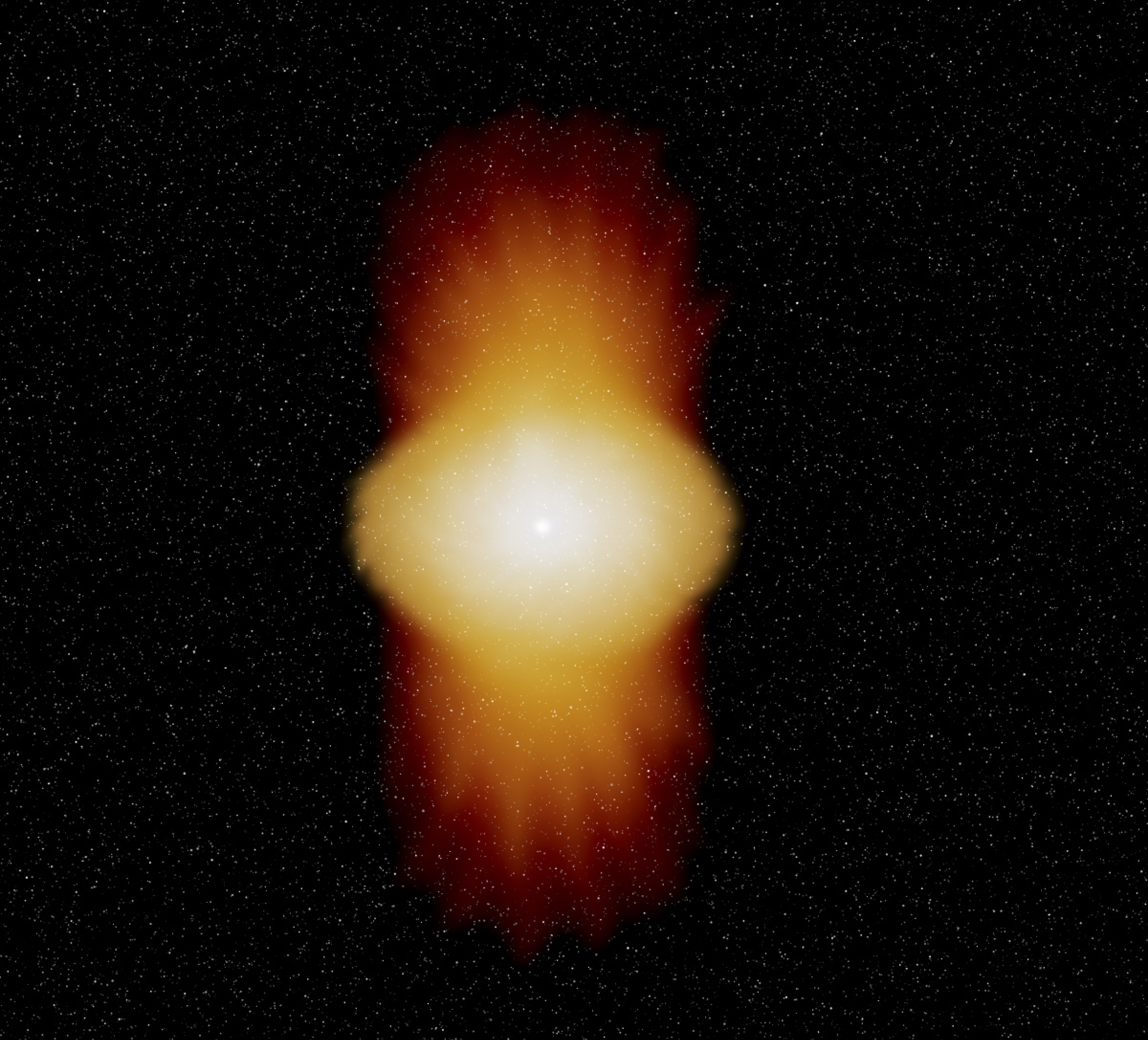
Impresión artística de α Arae, estrella Be que pierde masa al rotar a gran velocidad

- α Arae, segunda estrella más brillante de la constelación, es una estrella azul de la secuencia principal catalogada como variable, cuyo brillo varía entre magnitud 2,73 y 3,13.[27][28][29][29][30]
- β Arae, una supergigante naranja de magnitud 2,85, la estrella más brillante de la constelación.[31][32][27][2][33]
- γ Arae, estrella binaria formada por una supergigante azul caliente y una estrella blanca de la secuencia principal; están separadas visualmente 18 segundos de arco.
- δ Arae, estrella blanco-azulada de magnitud 3,60.
- ε Arae es una denominación de Bayer compartida por ε² Arae, gigante naranja de magnitud 4,07, y ε² Arae, de magnitud 5,27.
- ζ Arae, distante gigante naranja de magnitud 3,13.
- η Arae, estrella gigante naranja de magnitud 3,78.
- θ Arae, supergigante azul de magnitud 3,66.
- ι Arae, gigante azul y variable Gamma Cassiopeiae; su brillo fluctúa entre magnitud 5,18 y 5,26.
- λ Arae, estrella blanco-amarilla de magnitud 4,77.

- μ Arae, enana amarilla algo más luminosa que el Sol, en donde se han descubierto cuatro planetas extrasolares. Desde diciembre de 2015 recibe el nombre de Cervantes, en honor al escritor español Miguel de Cervantes, y los planetas que le orbitan el de personajes de su obra Don Quijote de la Mancha.[34]
- π Arae, estrella blanca de magnitud 5,25 rodeada por un disco de polvo.
- 41 Arae, estrella binaria a solo 28,7 años luz de la Tierra, cuyas componentes son una enana amarilla y una enana roja.
- HD 155117, enana blanco-amarilla de magnitud 8,48 que en el Mioceno estuvo a solo 4,2 años luz del sistema solar.
- Gliese 656, enana naranja distante 44,6 años luz.
- Gliese 674, enana roja a 14,8 años luz en donde se ha descubierto un planeta muy próximo a la estrella.
- Gliese 680, también una enana roja pero más distante (31,9 años luz).
- R Arae, binaria eclipsante cuyo brillo varía entre magnitud 6,0 y 6,9 en un período de 4,4151 días.
- V870 Arae, binaria de contacto cuyo brillo fluctúa entre magnitud 9,00 y 9,39.
- CXO J164710.2-455216 (Magnetar Westerlund 1), magnetar y estrella de neutrones en el cúmulo estelar Westerlund 1.

## Objetos de cielo profundo

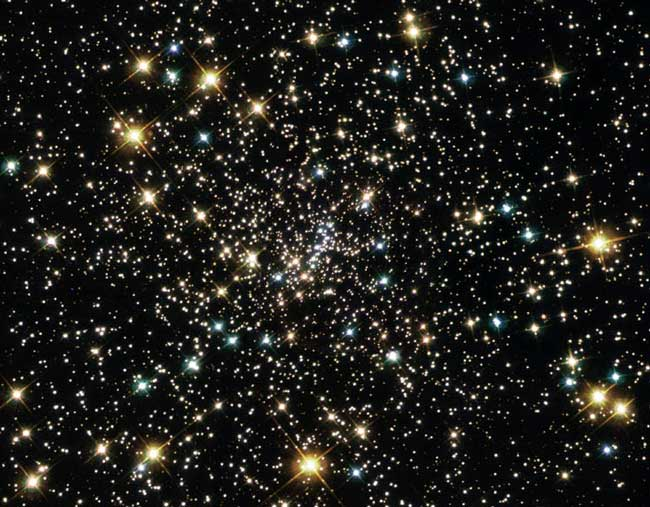
Cúmulo globular NGC 6397.

- NGC 6397. AR: 17h 40m 42.0s Dec: -53°40′00″ (Época 2000). Cúmulo globular visible sin instrumentos, 10.5° al sur de Sargas (θ Scorpii). Localizado a 7200 años luz, es uno de los más cercanos al Sol.
- NGC 6193. AR: 16h 41m 18.0s Dec: -48°46′00″ (Época 2000). Cúmulo abierto grande que contiene alrededor de 30 estrellas, a 8° al oeste de α Arae.
- NGC 6208, NGC 6253 o IC 4651. Otros cúmulos abiertos.
- NGC 6362. Otro cúmulo globular.
- Cúmulo de Ara o Westerlund 1, único supercúmulo estelar conocido en nuestra galaxia. Se cree que se ha formado en una única etapa de formación estelar, lo que implica que las estrellas constituyentes tienen edades y composiciones similares.
- Nebulosa Stingray (Hen 3-1357), nebulosa planetaria muy joven; aunque en 1971 era una estrella supergigante azul, en 1989 se había transformado en nebulosa.
- RCW 114 y SNR G332.5-05.6, restos de supernova sin ningún púlsar conocido asociado a ellas.

## Mitología

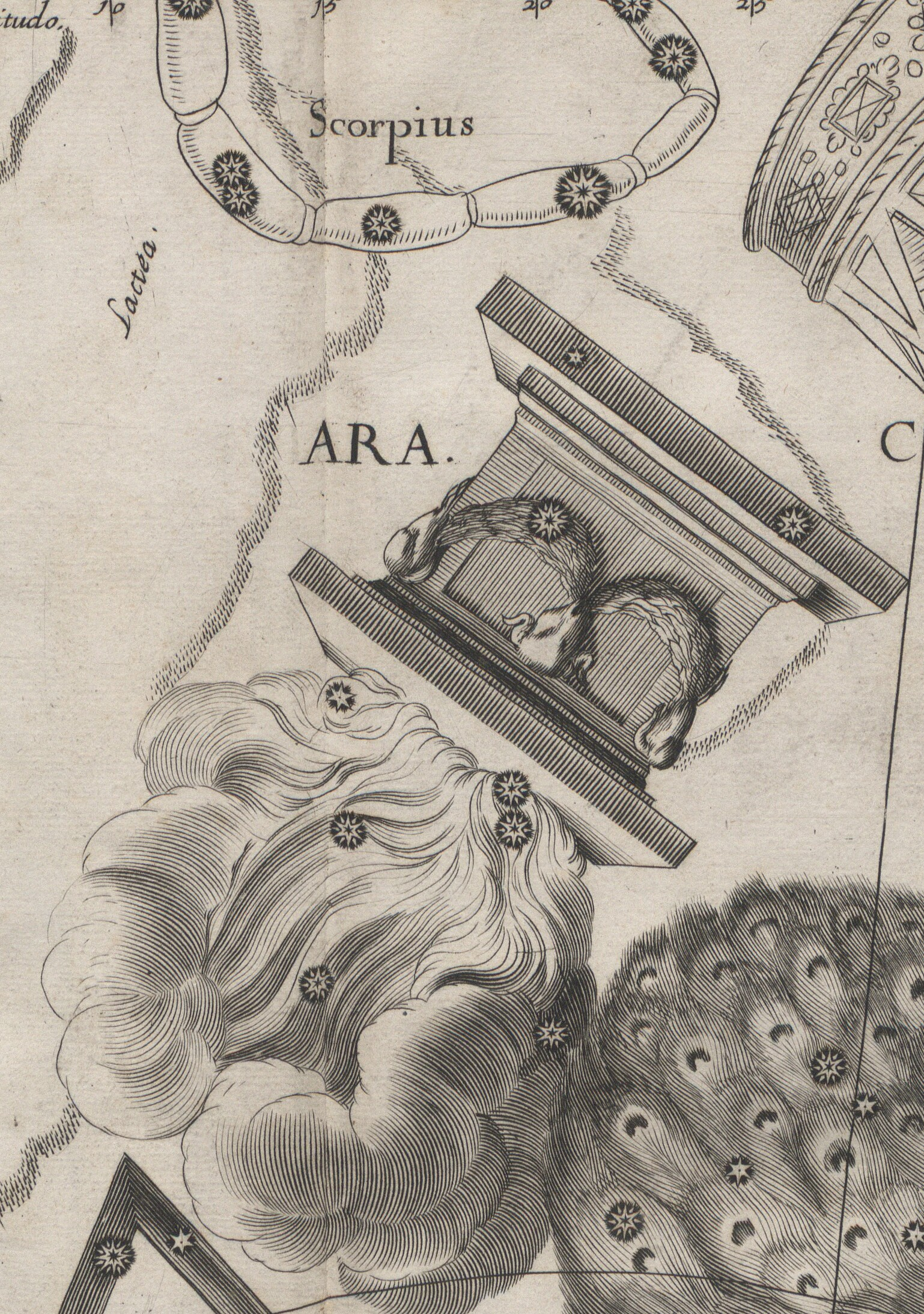
Imagen de la constelación del Altar (Ara).

El catasterismo del Altar, en la mitología griega, y según palabras de Eratóstenes, es aquel sobre el que los dioses se juramentaron por vez primera cuando Zeus hizo la guerra contra Crono y los Titanes. Lo construyeron los Cíclopes, y el fuego tenía una tapa para que no se viese la potencia del rayo. Tras lograr el éxito en su empresa pusieron también en el cielo la propia construcción para que fuese recordada. El altar lo llevan también los hombres a los banquetes y sobre él realizan sus sacrificios quienes establecen un compromiso mutuo, tanto en las competiciones; cuando quieren jurar dando la más solemne garantía lo tocan también con la mano derecha, pues consideran esto testimonio de su buen espíritu. De la misma manera, también los adivinos sacrifican sobre este cuando quieren tener una visión más exacta.